# Hyperolius polli
Hyperolius polli là một loài ếch thuộc họ Hyperoliidae.
Loài này có ở Angola và Cộng hòa Dân chủ Congo.
Môi trường sống tự nhiên của chúng là sông ngòi, đầm nước, đầm nước ngọt, và đầm nước ngọt có nước theo mùa.